# Grietje de Jongh
Grietje « Gré » de Jongh (née le 2 novembre 1924 à Oostzaan et décédée le 6 février 2002 à Amsterdam) est une athlète néerlandaise spécialiste du sprint. Elle participe à deux éditions des Jeux olympiques (1948 et 1952) et remporte une médaille d'argent aux championnats d'Europe 1950 à Bruxelles.

## Biographie

### Palmarès
| Date | Compétition           | Lieu      | Résultat | Épreuve   | Performance |
| ---- | --------------------- | --------- | -------- | --------- | ----------- |
| 1950 | Championnats d'Europe | Bruxelles | 2e       | 4 × 100 m | 47 s 4      |
| 1952 | Jeux olympiques d'été | Helsinki  | 6e       | 4 × 100 m | 47 s 8      |

### Records
| Épreuve    | Performance | Lieu | Date |
| ---------- | ----------- | ---- | ---- |
| 100 mètres | 12 s 1      |      | 1948 |
| 200 mètres | 25 s 0      |      | 1952 |